# Charles Tate Regan
Charles Tate Regan (født 1. februar 1878 i Sherborne, død 12. januar 1943) var en britisk iktyolog. Han studerede ved University of Cambridge og blev i 1901 ansat ved Natural History Museum. Mellem 1927 og 1938 var han direktør for museet.
Han gjorde et stort arbejde indenfor systematik hos fisk, og beskrev mange arter. Selv har han fået over 20 arter opkaldt efter sig.

## Patronymer
Et udvalg af de arter, opkaldt efter Charles Tate Regan:
- Anadoras regani
- Apistogramma regani
- Apogonichthyoides regani
- Astroblepus regani
- Callionymus regani
- Cetostoma regani
- Crenicichla regani
- Diaphus regani
- Engyprosopon regani
- Gambusia regani
- Pareiorhaphis regani
- Hoplichthys regani
- Hypostomus regani
- Julidochromis regani
- Lycozoarces regani
- Neosalanx reganius
- Symphurus regani
- Trichomycterus regani
- Tylochromis regani
- Paraneetroplus regani
- Zebrias regani